# Butelka Kleina

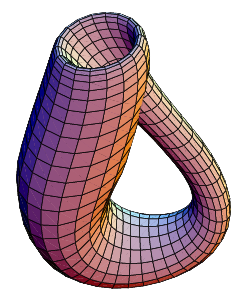
Ilustracja butelki Kleina w przestrzeni trójwymiarowej

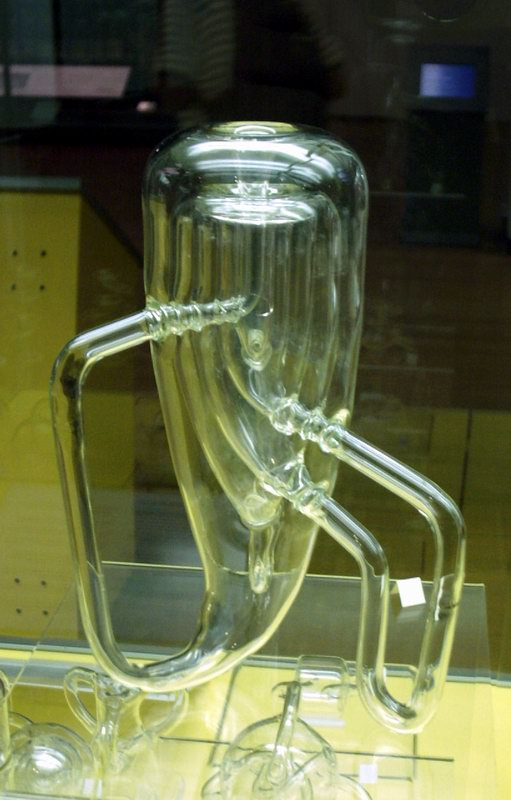
Trzy butelki Kleina (jedna w drugiej) jako eksponat w Muzeum Nauki w Londynie

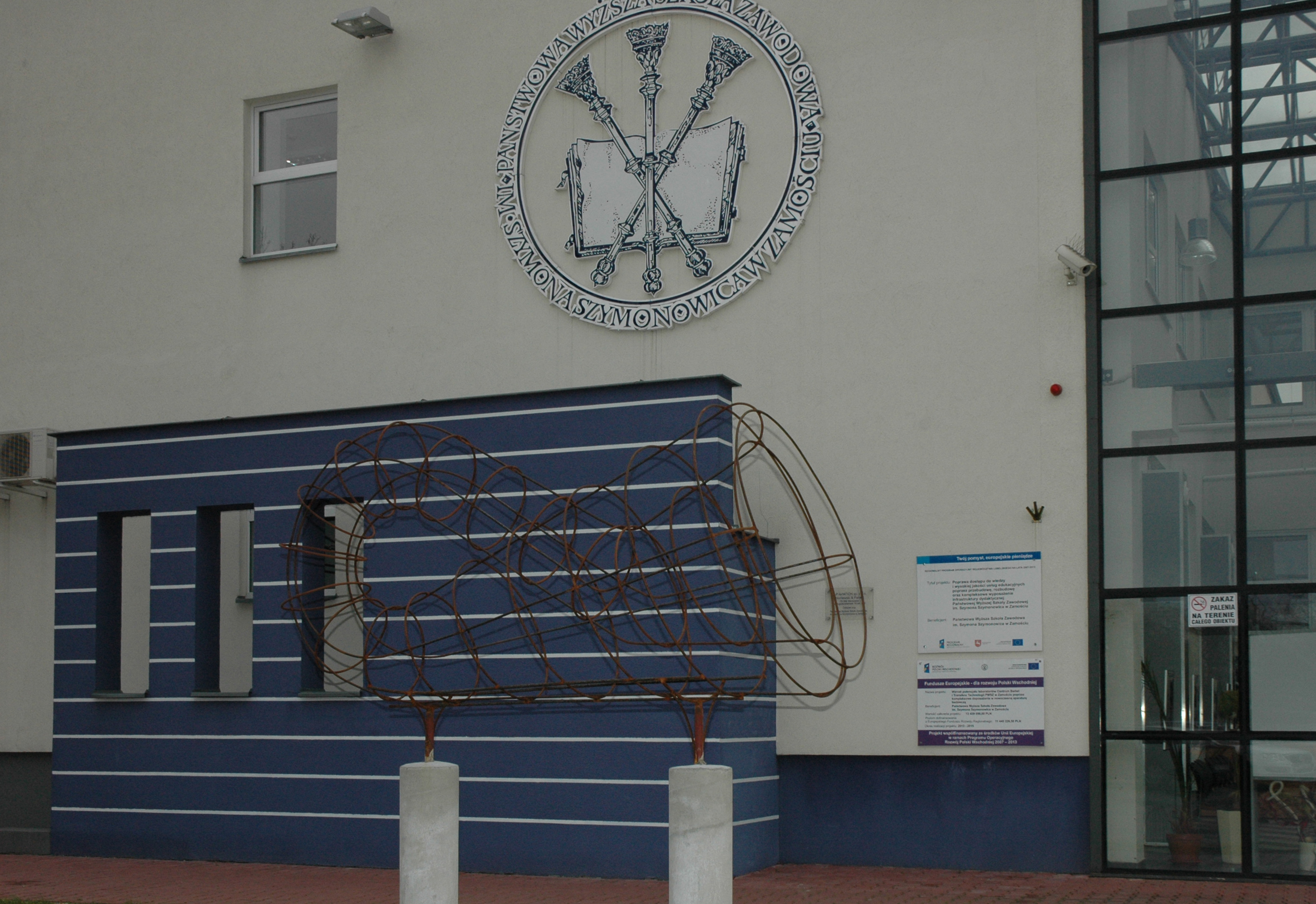
Pomnik butelki Kleina przy budynku Uczelni Państwowej im. Szymona Szymonowica w Zamościu

Butelka Kleina – jednostronna powierzchnia (nieorientowalna rozmaitość dwuwymiarowa) bez brzegu, przykład rozmaitości topologicznej dwuwymiarowej. Opisana w 1882 przez niemieckiego matematyka Felixa Kleina.

## Geneza nazwy
Nazwa tej powierzchni powstała najprawdopodobniej wskutek pomyłki tłumacza – w niemieckiej nazwie „powierzchnia Kleina” (niem. die Kleinsche Fläche) wyraz Fläche (powierzchnia) pomylono z podobnie brzmiącym Flasche (butelka). Ponieważ jednak nowa nazwa upowszechniła się w świecie i dobrze kojarzy się z kształtem powierzchni, przyjęła się również w Niemczech. Słowo „butelka” zostało tym łatwiej zaakceptowane, że naczynie będące jej trójwymiarowym rzutem nadaje się do przechowywania cieczy. Umiarkowanie napełnioną butelkę da się bez wylania zawartości ustawić wlotem w dół, pod warunkiem przechylania jej w odpowiednią stronę.

## Topologia butelki Kleina
Butelkę Kleina najprościej można definiować jako prostokąt, w którym utożsamiono (sklejono) parami odpowiednie punkty przeciwległych boków, przy czym jedna para została skręcona o 180°. Na ilustracji: boki oznaczone kolorami, z uwzględnieniem orientacji (strzałki).
|  |

Butelkę Kleina można włożyć w przestrzeń czterowymiarową R4. Nie daje się jej jednak włożyć w przestrzeń trójwymiarową – prowadzi to do pojawienia się samoprzecięć powierzchni. Proces konstrukcji w R3 pokazuje ciąg ilustracji:
|  |  |  |  |  |

Butelkę Kleina można też skonstruować, sklejając brzegi dwóch wstęg Möbiusa.
Charakterystyka Eulera tej powierzchni jest równa 0.